# Drehpunkt (Zeitschrift)
drehpunkt war eine Schweizer Literaturzeitschrift.
Gegründet wurde der drehpunkt im Jahr 1968, von 1982 bis Ende 2006 wurde er von Rudolf Bussmann und Martin Zingg herausgegeben.
Publiziert wurden Originaltexte aus dem aktuellen literarischen Schaffen der Schweiz, Deutschlands und Österreichs. Neben jungen Talenten brachte der drehpunkt Texte arrivierter Autoren, aktuelle Analysen, Werkstattgespräche und Porträts. Übersetzungen aus fremden Sprachen sollten zur Begegnung mit anderen Kulturen einladen, Besprechungen und Empfehlungen auf neu erschienene Bücher hinweisen. Jede Ausgabe enthielt eigens für die Zeitschrift geschaffene Zeichnungen oder Druckgraphik von Künstlern. Eine Fotografie- und eine Kunstrubrik sollten zusammen mit Essaybeiträgen und Buchbesprechungen das Angebot abrunden.
Die Zeitschrift erhielt folgende Auszeichnungen:
- 1981: Alfred Kerr-Preis für Literaturkritik (verliehen vom Börsenblatt des Deutschen Buchhandels).
- 1984: Hugo Loetscher-Förderpreis der Johann Wolfgang Goethe-Stiftung.
- 1996: Literaturpreis des Kantons Basel-Landschaft.
- Im April 2007 hat die Martin Bodmer-Stiftung für einen Gottfried Keller-Preis den beiden Herausgebern eine Ehrengabe für die langjährige Herausgebertätigkeit zugesprochen.